# دومينيكو فالكو
دومينيكو فالكو (بالإيطالية: Domenico Falco)‏ (3 مايو 1985 في إيطاليا - ) هو لاعب كرة قدم إيطالي في مركز الهجوم. شارك مع Italy national football C team ‏. أما مع النوادي، فقد لعب مع نادي أسكولي وASD Città di Foligno 1928 ‏ ونادي كاسيرتانا وVigor Lamezia ‏ وUS Massese 1919 ‏ وPolisportiva Olympia Agnonese ‏ وRosetana Calcio ‏ وASD Union Quinto ‏ وCalcio Montebelluna ‏.

## وصلات خارجية
- دومينيكو فالكو على موقع قاعدة بيانات كرة القدم.إي يو (الإنجليزية)